# Vyssoke
Vyssoke (ukrainien : Високе, russe : Высокое) est une commune urbaine de l'oblast de Donetsk, en Ukraine. Elle compte 455 habitants en 2021.